# Estrada Parque de Itu a Cabreúva
A Estrada Parque de Itu a Cabreúva que se localiza na Rodovia SP-312, Itu a Cabreúva, há um portal, estilo colonial, com indicação “Estrada Parque – APA- Rio Tietê – Itu – SP”. Conhecida também como Rodovia dos Romeiros, Rodovia do Estado, Estrada da Gruta, Estrada de Cabreúva, sua extensão é aproximadamente quarenta e nove quilômetros. A estrada está localizada em uma região de preservação ambiental. 
No Brasil, foram identificadas vinte quatro estradas-parques, sendo que destas apenas onze apresentam alguma forma jurídica de implantação e ou funcionamento.Para garantir o reconhecimento legal de uma estrada-parque,no Brasil, algumas estratégias legais são utilizadas, como o documento “Área de Proteção Ambiental – APA”. E uma é a estrada-parque criada através das estratégias do documento de Área de Proteção Ambiental e por lei é a Estrada Parque APA – Itu Rio Tietê (lei 4020, de 02 de dezembro de 1996). 
Estrada de importância histórica e econômica, foi planejada no início do século XX pelo então prefeito de São Paulo Washington Luís. Ela ligaria São Paulo a Mato Grosso, cortando uma vasta extensão do interior paulista. Entre 1920 e 1922 o trecho Cabreúva a Itu foi construído e inaugurado em 01 de maio de 1922.

## Importância Ambiental
Estrada Parque estende-se por 48,9 quilômetros as marges do rio Tiête e nela existe uma rica biodiversidade, composta por espécies de fauna e flora como por exemplo espécies como os macacos bugios da cara preta e jequitibás centenários dentre as quais podemos destacar o jequitibá rosa que está ameaçada de extinção e sendo encontrado só na região e não por acaso escolhido para ser o símbolo da estrada. E ainda somam-se outras belezas naturais, como quedas d’água, grutas e nascentes.
E desde 1996, entidades promovem diversas atividades, projetos e ações de educação ambiental. 

## Importância Cultural
Romaria
Na Estrada Parque de Itu a Cabreúva se mantém forte uma tradição: a “Romaria a Pirapora” que ocorre uma vez por ano (cada município tem as suas datas) levando milhares de pessoas a se deslocarem de suas cidades passando religiosamente por esta estrada com destino ao “Santuário do Bom Jesus de Pirapora”.
Devotos ao santo organizam-se em grupos a pé, de bicicleta, a cavalo, charrete, motocicleta e carro, com dia e hora marcado saem juntos, sentido a cidade de Bom Jesus de Pirapora, para participarem da missa onde recebem a comunhão, faz suas confissões e, aqueles que tiveram seus pedidos atendidos pelo santo, pagam suas promessas. 
Devido ao crescente número de participantes, cada cidade possui sua própria comissão ou associação de romeiros, as quais são responsáveis pelo evento.

## Pontos turísticos
A região tem ainda outros atrativos históricos e naturais.

### Usina de São Pedro
A Usina de São Pedro, por exemplo, construída em 1911, alimentava de energia elétrica as indústrias têxteis São Pedro e Maria Cândida.

### Gruta da Glória
Na entrada dessa caverna natural, a água límpida e transparente chega através de um cano e pode ser usufruída pelos turistas. 
Está sempre fresca e convidativa. Alguns profissionais habilitados realizam ao lado da Gruta da Glória, atividades pedagógicas de educação ambiental, onde contextualizam várias faces de um dos fragmentos mais ameaçados do planeta: a Mata Atlântica.

### Fazenda do Chocolate
Na Fazenda as construções conservam a arquitetura tri centenária e faz o visitante viajar no tempo e imaginar que, repentinamente, desembarcou em uma antiga fazenda de café e tendo também o turismo rural e onde se desfruta da fauna e flora local. 